# پته گمرکی
پتهٔ گمرکی به معنای مجوز خروج کالا از گمرک است که صرفاً برای کالای مسافری و تا سقف معین ارزش کالا قابل استفاده است.